# Liste der Bodendenkmäler in Haimhausen
Auf dieser Seite sind die Bodendenkmäler in der oberbayerischen Gemeinde Haimhausen zusammengestellt. Diese Tabelle ist eine Teilliste der Liste der Bodendenkmäler in Bayern. Grundlage ist die Bayerische Denkmalliste, die auf Basis des Bayerischen Denkmalschutzgesetzes vom 1. Oktober 1973 erstmals erstellt wurde und seither durch das Bayerische Landesamt für Denkmalpflege geführt wird. Die folgenden Angaben ersetzen nicht die rechtsverbindliche Auskunft der Denkmalschutzbehörde.

## Bodendenkmäler in Haimhausen
| Lage       | Objekt | Akten-Nr.     | Bild |
| ---------- | --- | ------------- | ---- |
| (Standort) | Straße der römischen Kaiserzeit (Teilstück der sog. Isartalstraße). | D-1-7634-0059 |      |
| (Standort) | Straße der römischen Kaiserzeit (Teilstück der sog. Isartalstraße). | D-1-7635-0003 |      |
| (Standort) | Siedlung der Hallstattzeit und Körpergräber des frühen Mittelalters. | D-1-7635-0004 |      |
| (Standort) | Grabenwerk vor- und frühgeschichtlicher Zeitstellung. | D-1-7635-0010 |      |
| (Standort) | Siedlung vor- und frühgeschichtlicher Zeitstellung. | D-1-7635-0011 |      |
| (Standort) | Siedlung vorgeschichtlicher Zeitstellung, u. a. der Bronzezeit und der Latènezeit, der römischen Kaiserzeit und des frühen Mittelalters.                                                       | D-1-7635-0107 |      |
| (Standort) | Brandgräber der römischen Kaiserzeit. | D-1-7635-0186 |      |
| (Standort) | Siedlung der Latènezeit und der römischen Kaiserzeit. | D-1-7635-0188 |      |
| (Standort) | Siedlung vor- und frühgeschichtlicher Zeitstellung. | D-1-7635-0191 |      |
| (Standort) | Straße der römischen Kaiserzeit (Teilstück der sog. Isartalstraße). | D-1-7635-0204 |      |
| (Standort) | Siedlung vorgeschichtlicher Zeitstellung, u. a. des Neolithikums, der frühen Bronzezeit, der Urnenfelderzeit und der Latènezeit.                                                               | D-1-7635-0255 |      |
| (Standort) | Siedlung vor- und frühgeschichtlicher Zeitstellung. | D-1-7635-0308 |      |
| (Standort) | Körpergräber des frühen Mittelalters. | D-1-7635-0309 |      |
| (Standort) | Untertägige frühneuzeitliche Befunde im Bereich von Schloss Haimhausen und seines Vorgängerbaus („Lusthaus“) mit ehem. „Altem Schloss“, Wirtschaftshof und barocken Garten- und Weiheranlagen. | D-1-7635-0310 |      |
| (Standort) | Untertägige mittelalterliche und frühneuzeitliche Befunde im Bereich der katholischen Pfarrkirche St. Nikolaus in Haimhausen und ihrer Vorgängerbauten.                                        | D-1-7635-0311 |      |
| (Standort) | Untertägige mittelalterliche und frühneuzeitliche Befunde im Bereich der katholischen Filialkirche St. Martin in Amperpettenbach und ihrer Vorgängerbauten.                                    | D-1-7635-0314 |      |
| (Standort) | Untertägige mittelalterliche und frühneuzeitliche Befunde im Bereich der katholischen Filial- und Wallfahrtskirche Maria Himmelfahrt in Inhausen und ihrer Vorgängerbauten.                    | D-1-7635-0316 |      |
| (Standort) | Untertägige mittelalterliche und frühneuzeitliche Befunde im Bereich der katholischen Filialkirche St. Jakob und Stephan in Ottershausen und ihrer Vorgängerbauten.                            | D-1-7635-0318 |      |
| (Standort) | Untertägige mittelalterliche und frühneuzeitliche Befunde im Bereich der katholischen Filialkirche St. Peter und Paul von Westerndorf und ihrer Vorgängerbauten.                               | D-1-7635-0321 |      |
| (Standort) | Grabhügel vorgeschichtlicher Zeitstellung. | D-1-7635-0337 |      |
| (Standort) | Siedlung oder Villa rustica der römischen Kaiserzeit. | D-1-7635-0338 |      |
| (Standort) | Siedlung der Hallstattzeit | D-1-7635-0346 |      |
| (Standort) | Abgegangenes Lustschloss der frühen Neuzeit („Favorita“) bei Schloss Haimhausen. | D-1-7635-0347 |      |
| (Standort) | Verebnete Grabhügel der Hallstattzeit. | D-1-7635-0350 |      |
| (Standort) | Grabhügel vorgeschichtlicher Zeitstellung. | D-1-7635-0355 |      |
| (Standort) | Verebnete Grabhügel vorgeschichtlicher Zeitstellung. | D-1-7735-0306 |      |
| (Standort) | Grabhügel vorgeschichtlicher Zeitstellung. | D-1-7735-0309 |      |